# Leskea polycarpa
Leskea polycarpa là một loài Rêu trong họ Leskeaceae. Loài này được Ehrh. ex Hedw. mô tả khoa học đầu tiên năm 1801.

## Hình ảnh

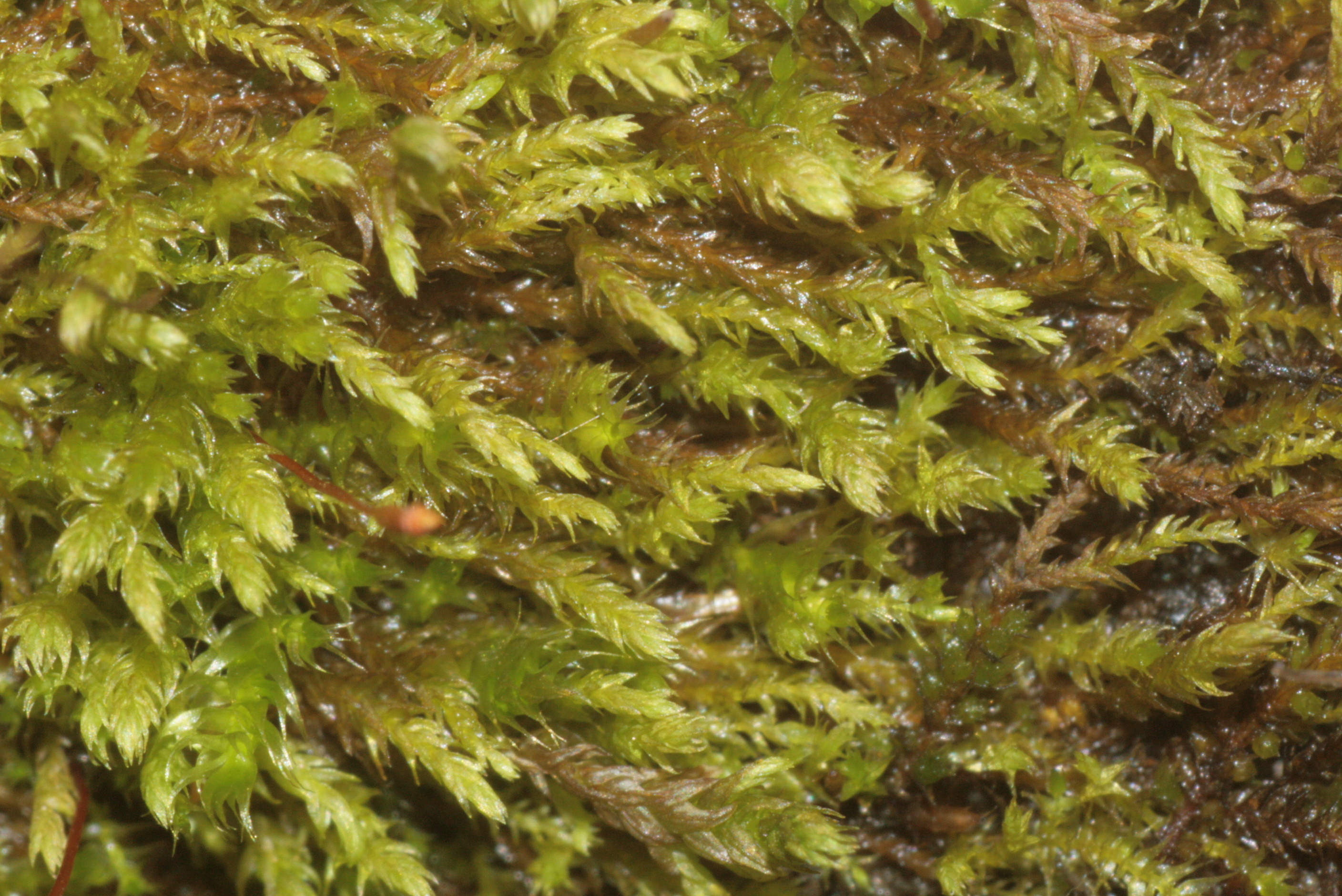
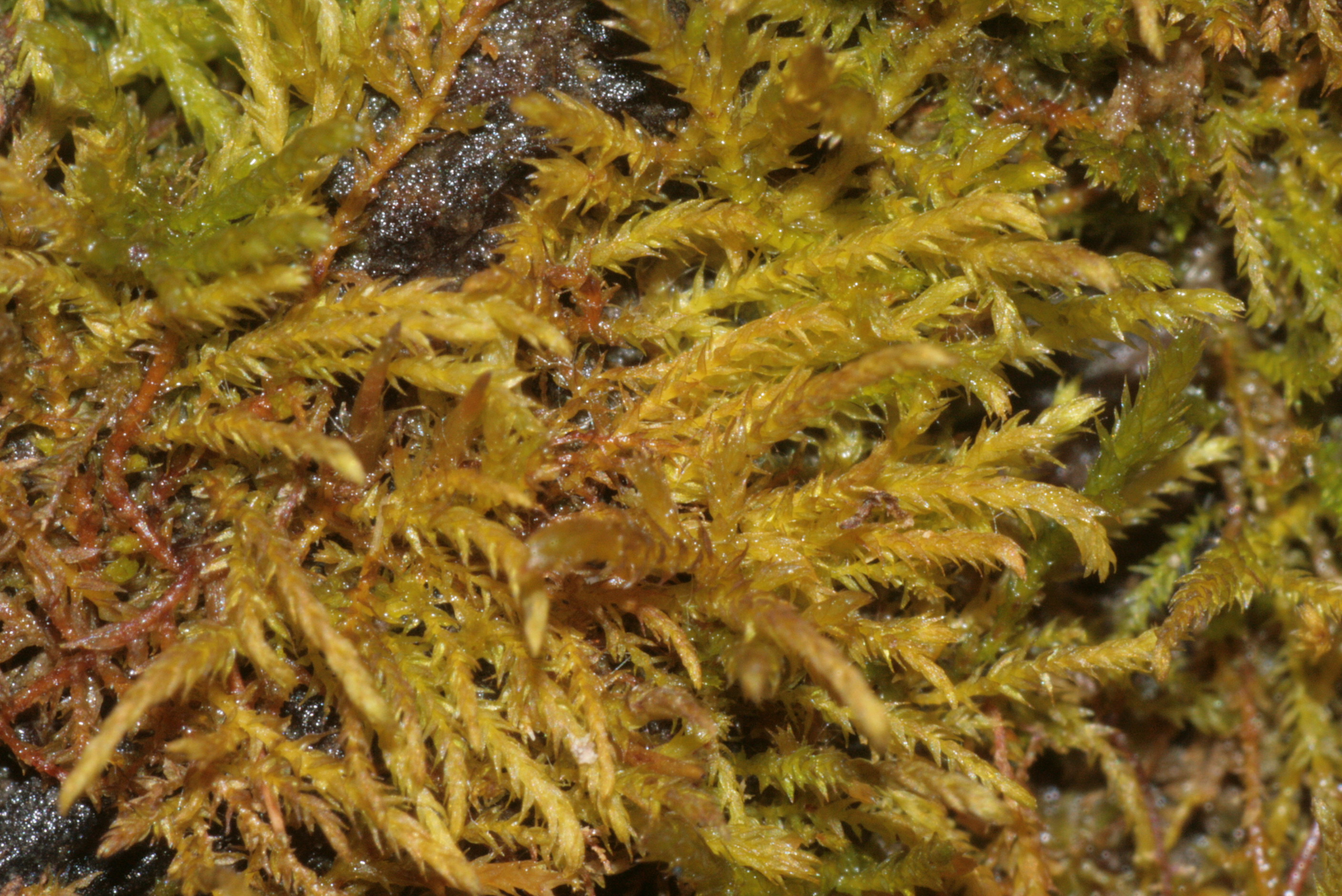
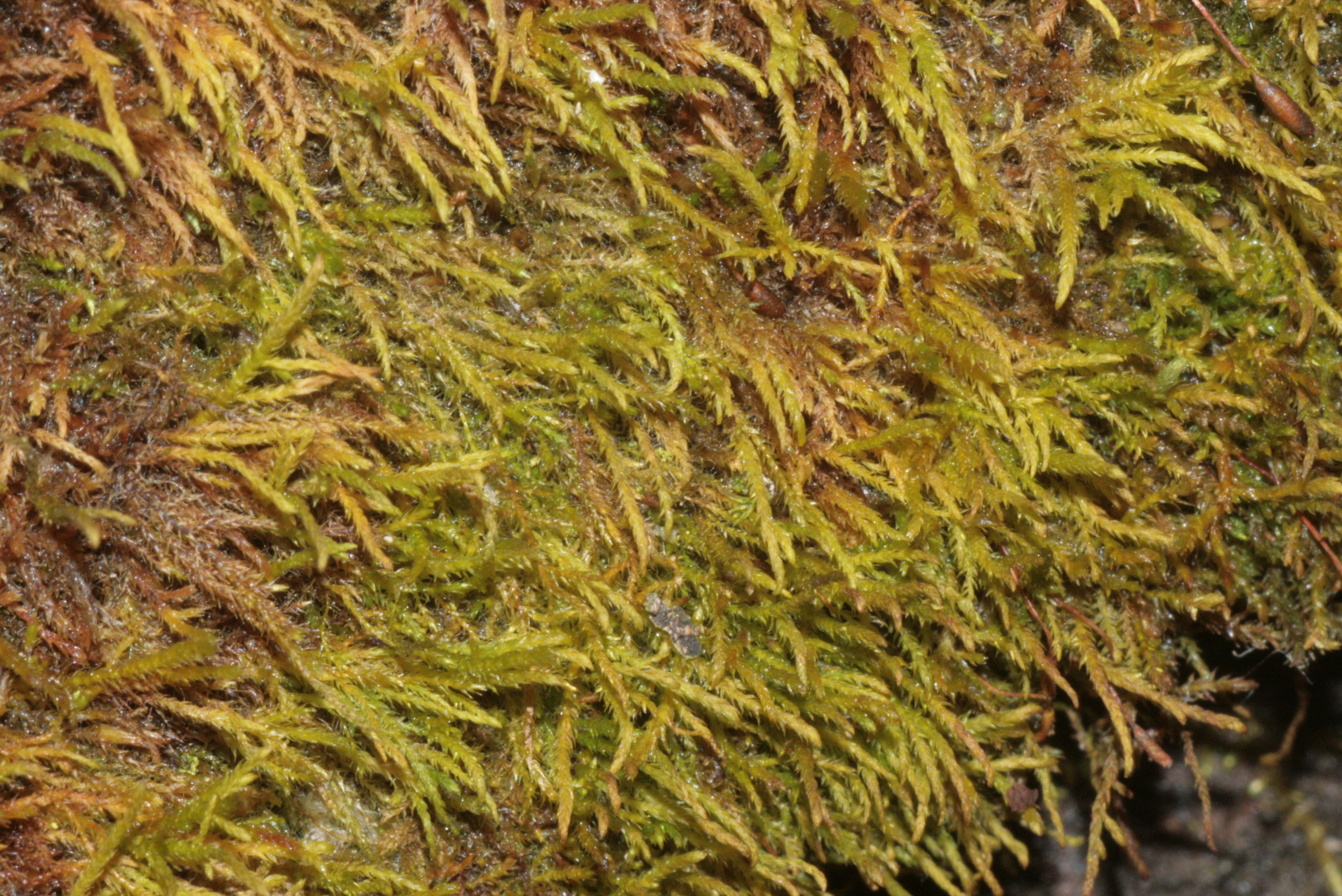
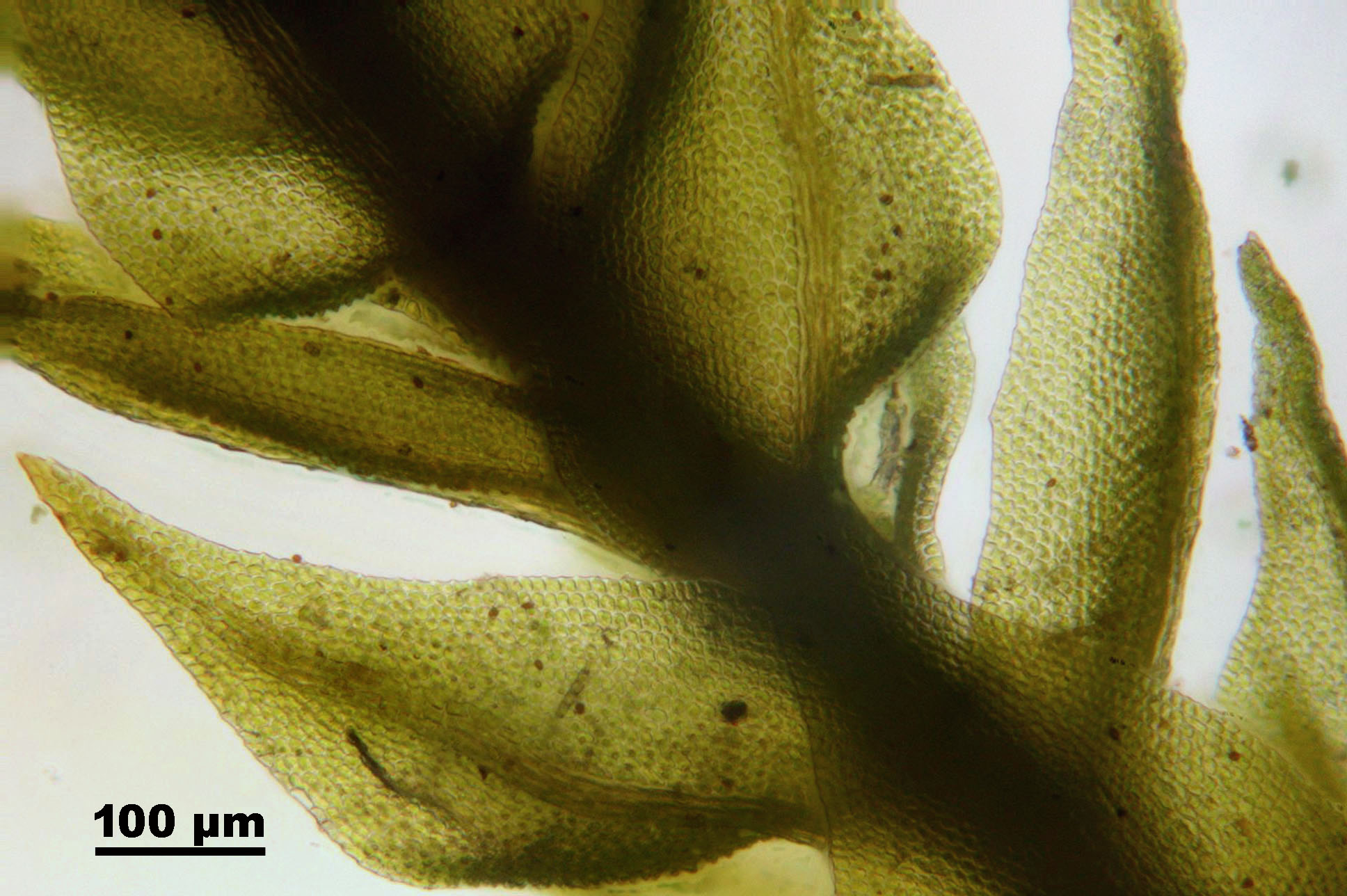